# Leucopis atratula
Leucopis atratula är en tvåvingeart som först beskrevs av Julius Theodor Christian Ratzeburg 1844.  Leucopis atratula ingår i släktet Leucopis och familjen markflugor. Inga underarter finns listade i Catalogue of Life.